# رعاشة بلقانية
رعاشة بلقانية (الاسم العلمي: Calopteryx balcanica) هو نوع من الحشرات يتبع جنس الرعاشة من فصيلة الرعاشية.